# فلودارابين
فلودارابين هو علاج كيمياوي يستعمل في أورام الدم مثل اللوكيميا واللمفومة.
الدواء مدرج على قائمة منظمة الصحة العالمية للأدوية الأساسية.